# Zsombékosok

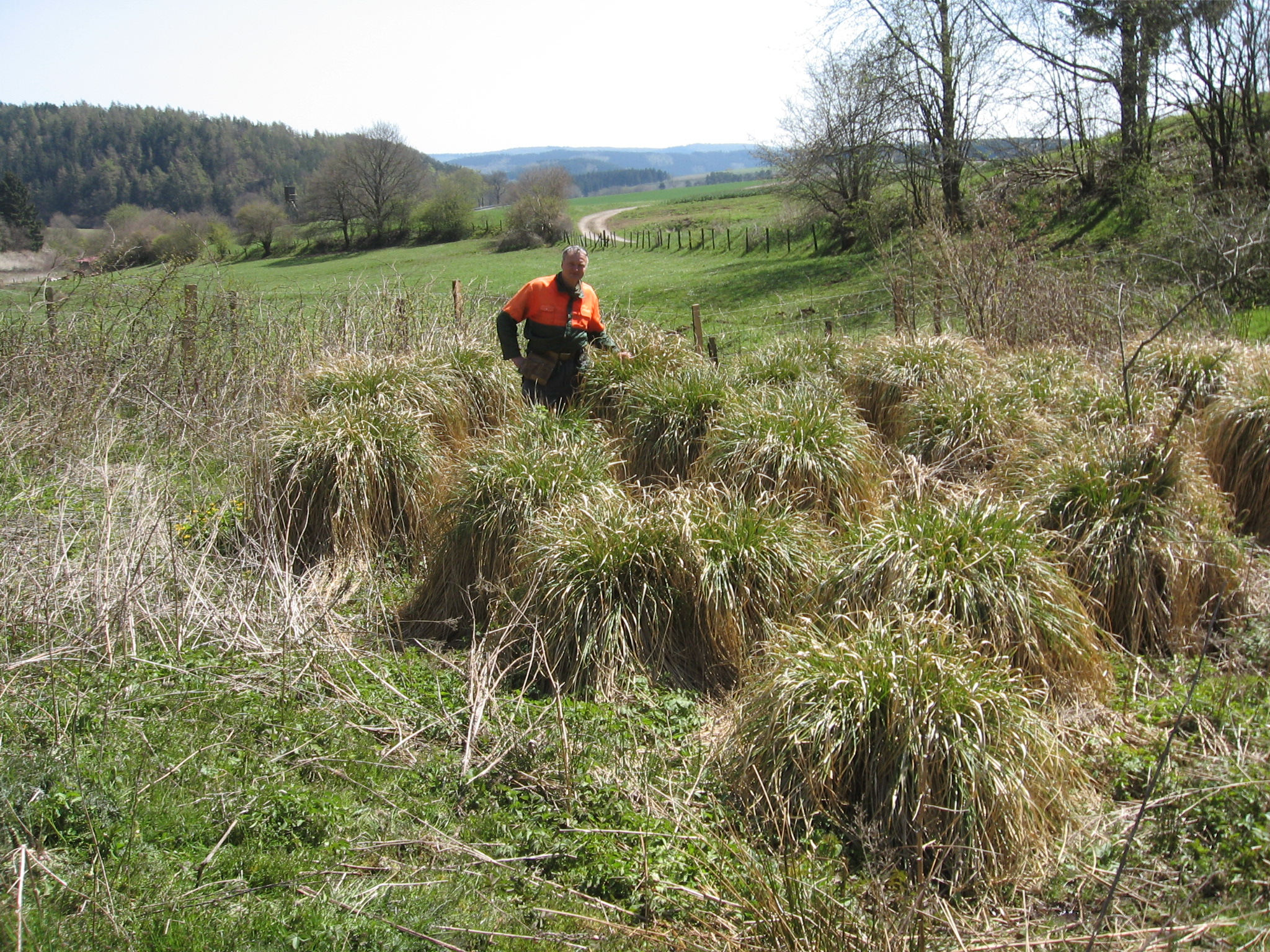
Bugás sásos (Caricetum paniculatae)

A zsombékosok (Caricenion rostratae Bal.-Tul. 1963, Oberd. et al. 1967) a magassásos növénytársulások (Magnocaricetalia) egyik társulástani alcsoportja. 

## Elterjedésük
Az alcsoport legtöbb társulása a boreális övre és annak szomszédságára jellemző, de a bugás sásos (Caricetum paniculatae) szubatlantikus, a zsombéksásos (Caricetum elatae) pedig szubatlanti–szubmediterrán jellegű. Magyarországon a Nagyalföld egyes vidékein (Nyírség, Észak-Alföld, Dráva-völgy) elég gyakoriak, máshol szórványosak. A Dunántúli-dombságon elég gyakoriak, a hegyvidékeken ritkák.:

## Megjelenésük, fajösszetételük
Amint ezt az alcsoport neve is mutatja, megjelenésük alapjában zsombékoló; több társulásuk szabályos zsombék-semlyék struktúrát alakít ki. 
Szinte minden állományukban jelen van a zsombéksás (Carex elata) és elég gyakran a mocsári kocsord (Peucedanum palustre). Ritkább, de jellemző, a zsombékosok és a magassásrétek (Caricenion gracilis) megkülönböztetésére alkalmas fajok:
- gyapjas magvú sás (Carex lasiocarpa),
- csőrös sás (Carex rostrata),
- vidrafű (Menyanthes trifoliata),
- tőzegpáfrány (Thelypteris palustris),
- tőzegeper (Comarum palustre),
- mocsári füzike (Epilobium palustre),
- egyes sarlósmohák:
  - korpafűszerű sarlósmoha (Drepanocladus lycopodioides),
  - Sendtner-sarlósmoha (Drepanocladus sendtneri)) stb.

## Életmódjuk, termőhelyük
Főleg lápok vízzel tartósabban vagy egész évben borított részein fordulnak elő. Legtöbbször disztróf–mezotróf vagy mezotróf állóvizek feltöltődésében vesznek részt, de forrásos, szivárgó vizű élőhelyeken (rostos tövű sásos Caricetum appropinquatae), sőt patakmedrekben (bugás sásos — Caricetum paniculatae) is megtalálhatók. Alattuk általában kimutatható a tőzeg vagy egyéb biogén anyag felhalmozódása. A vízszint többnyire kevésbé ingadozik, mint a magassásréteken (Caricenion gracilis), ezért a gyökérzóna a szárazabb periódusokban is nedves marad.

## Rendszertani felosztásuk

Zsombéksásos (Caricetum elatae Koch 1926) — Lengyelország, Wysokie Bagno természetvédelmi terület

Az alcsoport magyarországi társulásai Borhidi Attila szerint:
- zsombéksásos (Caricetum elatae) Koch 1926,
- bugás sásos (Caricetum paniculatae) Wangerin ex von Rochow 1951,
- rostos tövű sásos (Caricetum paradoxae, Caricetum appropinquatae) Soó in Aszód 1935,
- csőrös sásos (Equiseto limosae — Caricetum rostratae) Zumpfe 1929,
- gyapjas magvú sásos zsombékos (Caricetum elato—lasiocarpae) Lájer 1997,
- lápi nádtippanos (Calamagrostietum neglectae) Soó 1938,
- dárdás nádtippanos (Calamagrostetum canescentis) Simon 1960,
- tengerparti szittyós (Schoenoplecto — Juncetum maritimi) Soó (1930) 1971;